# Marele larg 120-celule
În geometrie marele larg 120-celule sau marele larg dodecaplex este un politop cvadridimensional stelat regulat. Cele 120 de celule ale sale sunt mari dodecaedre. Are 120 de vârfuri, 1200 de laturi și 720 de fețe. Are simbolul Schläfli {5,5/2,3}. Este unul dintre cele 10 politopuri Schläfli–Hess regulate.

## Politopuri înrudite
Are același aranjament al laturilor ca și micul 120-celule stelat.
| H3 | A2 / B3 / D4 | A3 / B2 |
| -- | ------------ | ------- |
|    |              |         |

Împreună cu dualul său formează compusul de marele larg 120-celule cu marele 120-celule icosaedric